# NLNet Labs
NLnet Labs is een organisatie voortgekomen uit NLnet foundation, en houdt zich bezig met de ontwikkeling van vrije software en nieuwe protocollen op internet. 

## Geschiedenis
NLnet Labs komt voort uit de stichting NLnet. NLnet Labs werd in 1999 opgericht en had destijds twee werknemers. De hoofdactiviteit van Labs was het mede ontwikkelen van het DNSSEC-project: een nieuw protocol voor het Domain Name System (DNS). Het bestaande DNS-protocol is vrij slecht beveiligd en biedt mogelijkheden aan hackers om domeinnamen te kapen of het hele internetverkeer te ontregelen.
NLnet was een pionier op het gebied van internet in Nederland. Het was de eerste internetprovider in het land die toegang leverde tot het internet voor bedrijven en particulieren. Voor die tijd konden alleen onderwijsinstituten toegang krijgen tot internet via Surfnet. In de zomer van 1997 verkocht de stichting haar commerciële provideractiviteiten aan UUNet, later WorldCom. Deze verkoop leverde de stichting veel geld op wat onder andere gebruikt wordt voor de financiering van NLnet Labs.
Anno 2017 bestaat het team uit 10 personen en in de jaren daarvoor hebben nog 13 andere mensen gewerkt voor NLnet Labs, waaronder een van de oprichters van NLnet Ted Lindgreen en Olaf Kolkman, die vanuit die positie onder meer voorzitter was van de Internet Architecture Board. Het team heeft een aantal prominente RFC's op haar naam.

## Projecten
NLnet Labs houdt zich bezig met een aantal projecten; de meeste zijn gerelateerd aan de ontwikkeling van DNSSEC. De belangrijkste zijn:

### NSD: Name Server Daemon
Een belangrijk project van Labs is de ontwikkeling en onderhoud van de autoritatieve DNS-serverapplicatie NSD. NLnet Labs heeft zich langdurig gecommitteerd aan NSD en garandeert ook blijvende ondersteuning van de software. Een drietal root-servers, waaronder de k-root-server, maakt gebruik van NSD en ook een aantal tld's of top-level-domeinen gebruiken NSD als nameserver-software.

### ldns
Ldns biedt ontwikkelaars de kans om sneller en eenvoudiger DNS-server-applicaties te ontwikkelen die, doordat gebruikgemaakt wordt van ldns, automatisch de juiste implementaties van de geldende rfc's gebruiken. Ldns is ontwikkeld in C, waardoor het normaal gesproken sneller is dan vergelijkbare applicaties, die vaak in Perl zijn ontwikkeld. Ldns ondersteunt zowel IPv4 als IPv6, volledige ondersteuning van DNSSEC, en TSIG. Behalve dat het snel is, is het ook compact qua geheugengebruik.

### Unbound
Daar waar NSD strikt een autoritatieve DNS-server implementatie is, is Unbound een recursieve of caching DNS-server. Unbound is een project van Labs samen met Verisign en nominet. NLnet Labs is verantwoordelijk voor het onderhoud van de software.

### DNSSEC
NLnet Labs heeft zich vanaf het begin toegelegd op de verdere ontwikkeling en de daadwerkelijke invoering van dit beveiligde DNS protocol. NLnet Labs was actief betrokken bij het ontwikkelen van de standaarden, en daarnaast heeft Labs tools ontwikkeld die gebruikt kunnen worden als DNSSEC gebruikt gaat worden. Het invoeren van DNSSEC heeft nogal wat voeten in aarde: er moet veel meer data in zone-tabellen worden vastgelegd, de communicatie verloopt met signed (ondertekende) berichten, gebruikt certificaten et cetera.
Na aanvallen op strategische tld's in het verleden vereisen sommige tld's nu het gebruik van DNSSEC of hebben plannen om dit te gaan doen en ook de root-servers zijn de implementatie van DNSSEC op het root-level aan het afronden.
Alle DNS-server-implementaties die NLnet Labs heeft ontwikkeld, ondersteunen DNSSEC. Daarnaast biedt NLnet Labs het pakket OpenDNSSEC aan voor het automatisch signeren van zones.